# CFO$
CFO$ (siːɛfˈoʊs) war ein US-amerikanisches Produktions- und Songwriting-Duo bestehend aus Paul Alicastro und Michael Conrad Lauri. Sie waren vor allem bekannt für ihre Arbeit an der Musik der WWE.

## Geschichte
Paul Alicastro und Michael Conrad Lauri besuchten gemeinsam die High School in Long Island. Die Schulfreunde begannen zusammen Musik zu komponieren. Zunächst versuchten sie eine Band zu formieren, doch sie komponierten in verschiedenen musikalischen Stile und begannen schließlich, andere Instrumente autodidaktisch zu lernen.
CFO$ kamen über das Label Arcade Songs von Gregg Wattenberg, ein Joint Venture zwischen RED und Sony Music Entertainment zu WWE. Wattenbergs früheres Label Wind-up hatte bereits verschiedene Rocksongs für WWE lizenziert und als WWE neben Jim Johnston weitere Komponisten für Einzugsthemen und die musikalische Ausgestaltung der verschiedenen Shows suchte, empfahl Wattenberg ihnen Paul Alicastro und Michael Conrad Lauri. Erstmals waren sie bei WWE Raw 1000, der 1000. Ausgabe von WWE Raw, für die Musik verantwortlich, als ihr Song The Night als Thema verwendet wurde. Kurz darauf wurden sie offiziell angestellt und begannen für einzelne Wrestler Einzugsmusiken zu komponieren, insbesondere für WWE NXT. Bekannte Themes wurden unter anderem The Rising Sun für Shinsuke Nakamura und Glorious für Bobby Roode, die auch in den iTunes-Charts Platz 1 erreichten. Daneben waren sie auch für die Musik diverser Shows verantwortlich, insbesondere die musikalische Ausgestaltung von Total Bellas (2016–2020) und WWE Tough Enough (2015).
Ab 2017 ersetzten sie Jim Johnston komplett. Jedoch kam es 2020 zu einem Rechtsstreit mit ihrem Publisher und das Duo spekulierte darauf, dass WWE sie aus ihrem Vertrag herauskaufen würde. Dies passierte jedoch nicht. WWE beendete im August 2020 die Geschäftsbeziehungen mit CFO$ und ersetzten das Duo durch Defrebel (Doug Davis). Kurz darauf trennte sich das Duo.

## Diskografie

### Alben
- 2014: The Music of the WWE Network (mit Jim Johnston, WWE Music Group)

### EPs
- 2015: Tough Enough: The Music

### Auswahl an Musiken
- 2013: Right Here, Right Now (für Tyson Kidd)
- 2014: Rush of Power (für Summer Rae)
- 2014: Recognition (für Charlotte Flair)
- 2014: Worlds Apart (für Sami Zayn)
- 2014: Let Me Show You How (für Titus O’Neil)
- 2014: The Second Coming (für Seth Rollins)
- 2014: Beautiful Life (für Brie Bella)
- 2014: Turn It Up (für Bayley)
- 2014: Blissfull (für Alexa Bliss)
- 2014: Fabulous (für Carmella)
- 2014: Catch Your Breath (für Finn Bálor)
- 2014: Fight (für Kevin Owens)
- 2014: Celtic Invasion (für Becky Lynch)
- 2015: Hellfire (für Sheamus)
- 2015: Elite (für Chad Gable)
- 2015: Cruise Control (für Apollo Crews)
- 2015: Thuhn-der (für Jushin Liger)
- 2015: The Future (für Asuka)
- 2015: Spiteful (für Alexa Bliss)
- 2016: Phenomenal (für AJ Styles)
- 2016: The Rising Sun (für Shinsuke Nakamura)
- 2016: Livin’ Large (für Liv Morgan)
- 2016: Glorious Domination (für Bobby Roode)
- 2016: Common Man Boogie (für Dusty Rhodes Tag Team Classic)
- 2016: Weekend Rockstar (für Noam Dar)
- 2016: Done with That (für The Usos)
- 2017: Strawberry Moon (für Akira Tozawa)
- 2017: Gallantry (für Drew McIntyre)
- 2017: Inaugural (für Tyler Bate)
- 2017: Bruiserweight (für Pete Dunne)
- 2017: Glasgow Cross (für Nikki Cross)
- 2017: Bring the Swag (für Street Profits)
- 2017: Slide (für Wolfgang)
- 2017: Set It Off (für Sheldon Benjamin und Chad Gable)
- 2018: What You Think (für Tamina)
- 2018: Loyalty Is Everything (für Shayna Baszler)
- 2018: Watch Me Shine (für Bianca Belair)
- 2018: War (für The Viking Raiders)
- 2018: No One Will Survive (für Ciampa)
- 2018: American Made (für Kacy Catanzaro)
- 2019: Brutality für Rhea Ripley
- 2019: Genius of the Sky (für Iyo Sky)